# Князев, Александр Степанович
Александр Степанович Князев (23 декабря 1937, Шариповский сельсовет, Челябинская область — 10 августа 1990) — водитель Альменевского районного потребительского общества Курганской области. Полный кавалер ордена Трудовой Славы.

## Биография
Александр Степанович Князев родился 23 декабря 1937 года в деревне Бахарево Шариповского сельсовета Ялано-Катайского района Челябинской области. Решением Курганского облисполкома № 466 от 7 июля 1981 года деревня Бахарево Парамоновском сельсовете Альменевского района Курганской области исключена как сселившаяся. В настоящее время территория деревни находится в Альменевском муниципальном округе Курганской области.
Трудовую деятельность начал в 16 лет конюхом колхоза.
После службы в Советской Армии окончил курсы водителей и в 1960 году поступил на работу водителем в Альменевское райпо. Отремонтировал старенький автомобиль ГАЗ-51 и стал на нём работать. Через пять лет водителю вручили новую машину. Князев проработал на вверенном ему автомобиле 21 год без капитального ремонта. В награду за добросовестный труд специально для Князева предприятие закупило в Оренбурге спецмашину «Продукты».
Александр Степанович Князев умер 10 августа 1990 года.

## Награды
- Орден Трудовой Славы I степени № 458, 16 июля 1986 года
- Орден Трудовой Славы II степени № 7755, 13 апреля 1981 года
- Орден Трудовой Славы III степени № 251580, 16 марта 1976 года
- Медаль «За доблестный труд. В ознаменование 100-летия со дня рождения Владимира Ильича Ленина»
- Медаль «Ветеран труда»
- Знак «Отличник потребительской кооперации».